# James S. Sherman
James Schoolcraft  Sherman (ngày 24 tháng 10 năm 1855 – ngày 30 tháng 10 năm 1912) là một nhà chính trị gia Hoa Kỳ, đại diện từ New York từ 1887 đến năm 1891 và 1893 đến năm 1909, vàPhó Tổng thống thứ 27 của Hoa Kỳ từ năm 1909 cho đến khi ông chết.
Ông là một thành viên của Baldwin Hoar và các dòng họ Sherman có liên quan, các luật sư và chính trị gia nổi tiếng của New England và New York.
Mặc dù không phải là một nhà chịnh trị cấp cao, ông đã làm một chủ tịch ủy ban quốc hội tự nhiên, và tính cách nhân cách của ông đã giảm bớt các hoạt động của Quốc hội, để ông được biết đến là 'Sunny Jim'. Ông là phó tổng thống đầu tiên đáp máy bay (1911),m, và cũng là người đầu tiên ném ra sân đầu tiên trong một trận đấu bóng chày.
Sherman là Phó Tổng thống gần đây nhất đã chết khi đương nhiệm.

## Tiểu sử
Sherman sinh ra ở Utica, New York, là con của Richard Updike Sherman và Mary Frances Sherman. Theo Facts on File, "Sherman thuộc thế hệ con cháu thứ chín của Henry Sherman, một dòng họ cũng có liên hệ với Roger Sherman, người kýTuyên ngôn Độc lập, và William Tecumseh Sherman, tướng quân Liên minh trong Nội chiến ".
Năm 1881, ông kết hôn với Carrie Babcock ở bang New Jersey, và họ có ba người con trai là Sherrill B. Sherman, Richard Updyke Sherman và Thomas Moore Sherman.

## Phó tổng thống Hoa Kỳ (1909-1912)

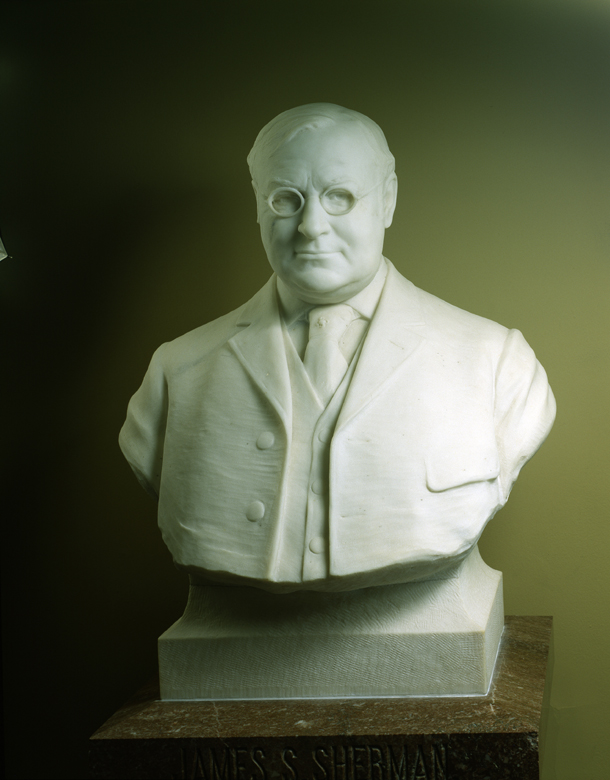
Tượng bán thân của Sherman

Năm 1908, Sherman được đề cử làm ứng cử viên Đảng Cộng hòa cho chức Phó Tổng thống cùng với William Howard Taft. Mặc dù không phải là một người đi trước rõ ràng, ông đã cân nhắc hồ sơ của Taft , bằng cách vừa là một người theo chủ nghĩa Phục sinh vừa là một người bảo thủ (người ta nói rằng hai cánh của GOP 'vỗ vào nhau'), và các đại biểu của New York đã rất cố gắng cho sự đề cử của ông. Đảng Cộng hòa đã giành chiến thắng với tỷ số cách biệt. Lúc đầu, Sherman và Taft thấy mình mâu thuẫn về cả chính sách thuế quan và vai trò của Phó Tổng thống. Nhưng khi Taft trở nên gắn bó với các bộ phận của phe tiến bộ trong đảng Cộng hòa, hai người họ làm việc với nhau hài hòa hơn - một mối quan hệ trở nên dễ dàng hơn khi Đệ nhất phu nhân thích thú với sự đồng hành của Sherman và vợ ông. Tổng thống tuyên bố rằng Sherman đã đạt được nhiều thành tích trên Đồi Capitol nhờ "sự quyến rũ trong cách ăn nói và cách cư xử, cũng như tinh thần hòa giải và thỏa hiệp", được hỗ trợ bởi sự "tuân thủ ngoan cố" các nguyên tắc của ông.

## Chết khi đang tại nhiệm
Từ năm 1910, Taft đã trải qua một số bất đồng với cựu Tổng thống Theodore Roosevelt, người đã tự thành lập đảng Tiến bộ. Điều này khiến cho việc bầu cử lại cho đảng Cộng hòa gần như không thể xảy ra, nhưng họ đã vận động trên cùng một tấm vé trong cuộc tranh cử năm 1912, New York một lần nữa ủng hộ đề cử của Sherman - lần đầu tiên một phó tổng thống đương nhiệm được đề cử lại kể từ John C. Calhoun vào năm 1828.
Được chẩn đoán mắc bệnh viêm cầu thận vào năm 1904, sức khỏe của Sherman đã suy giảm vào thời điểm diễn ra chiến dịch tranh cử năm 1912. Chưa đầy một tuần trước cuộc bầu cử, ông qua đời tại nhà ở Utica, sáu ngày sau sinh nhật lần thứ 57 của mình và Tổng thống Taft không còn người tranh cử cùng, Nicholas Murray Butler được chỉ định làm người đồng tranh cử và nhận phiếu đại cử tri mà Sherman lẽ ra sẽ nhận được. Taft và Butler đứng ở vị trí thứ ba trong cuộc bầu cử, chỉ mang về tám phiếu đại cử tri từ Utah và Vermont. Ứng cử viên Dân chủ Woodrow Wilson và người đồng tranh cử Thomas R. Marshall đã thắng cử trong khi ứng cử viên Cấp tiến Theodore Roosevelt và người đồng tranh cử Hiram Johnson đứng ở vị trí thứ hai. Chức vụ phó tổng thống bị bỏ trống cho đến khi Marshall nhậm chức vào ngày 4 tháng 3 năm 1913.